# Ghetto di Vicebsk
Il ghetto di Vicebsk fu istituito nella città di Vicebsk durante la seconda guerra mondiale in seguito all'occupazione da parte delle forze armate del Terzo Reich. È uno dei 300 ghetti censiti in Bielorussia. I tedeschi occuparono Vicebsk per quasi tre anni, fino al 26 giugno 1944. Il numero delle vittime durante questo periodo ammontò a circa 20.000 morti.

## La comunità ebraica di Vicebsk

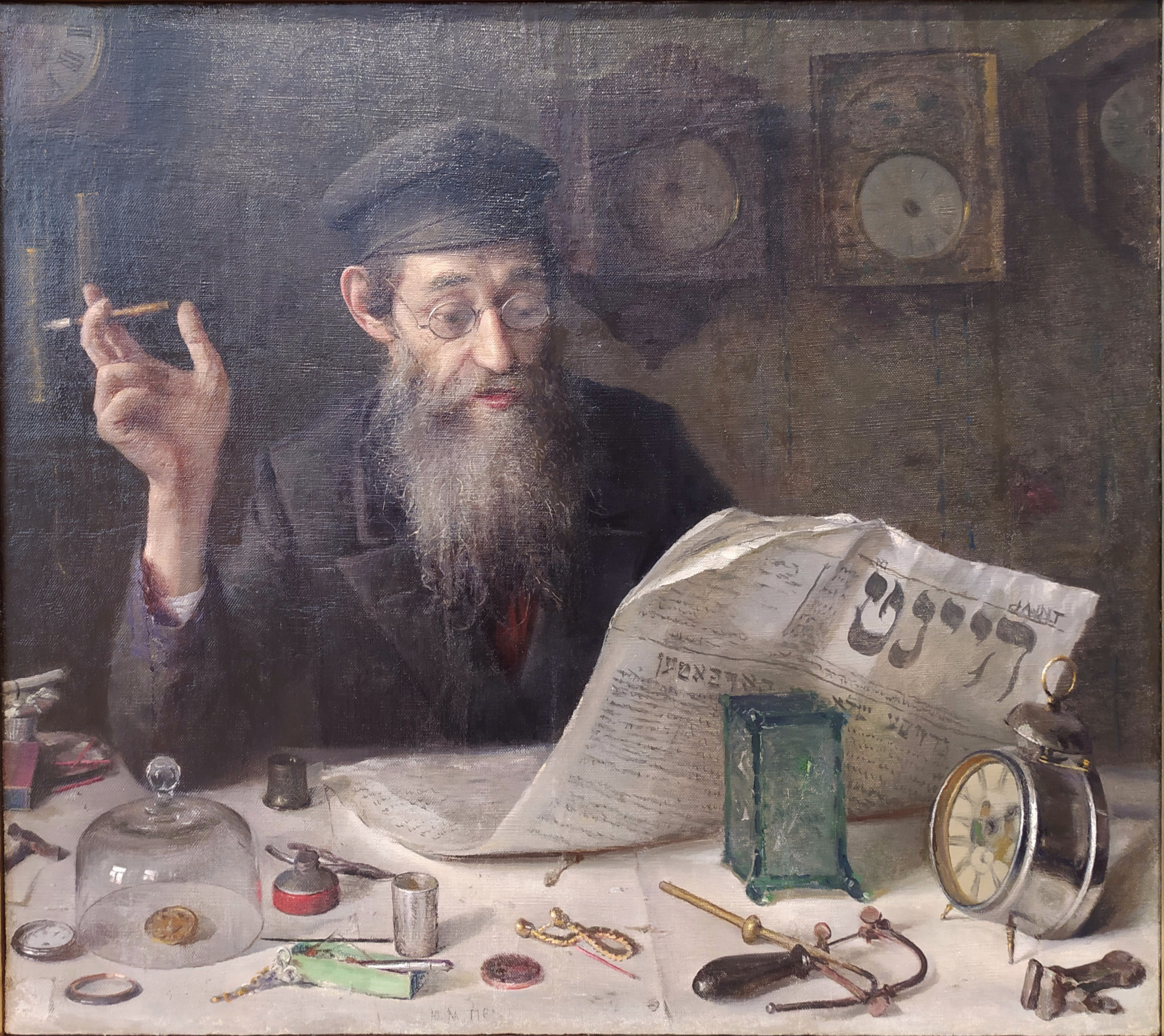
L'Orologiaio di Iouri Pen, maestro di Marc Chagall.

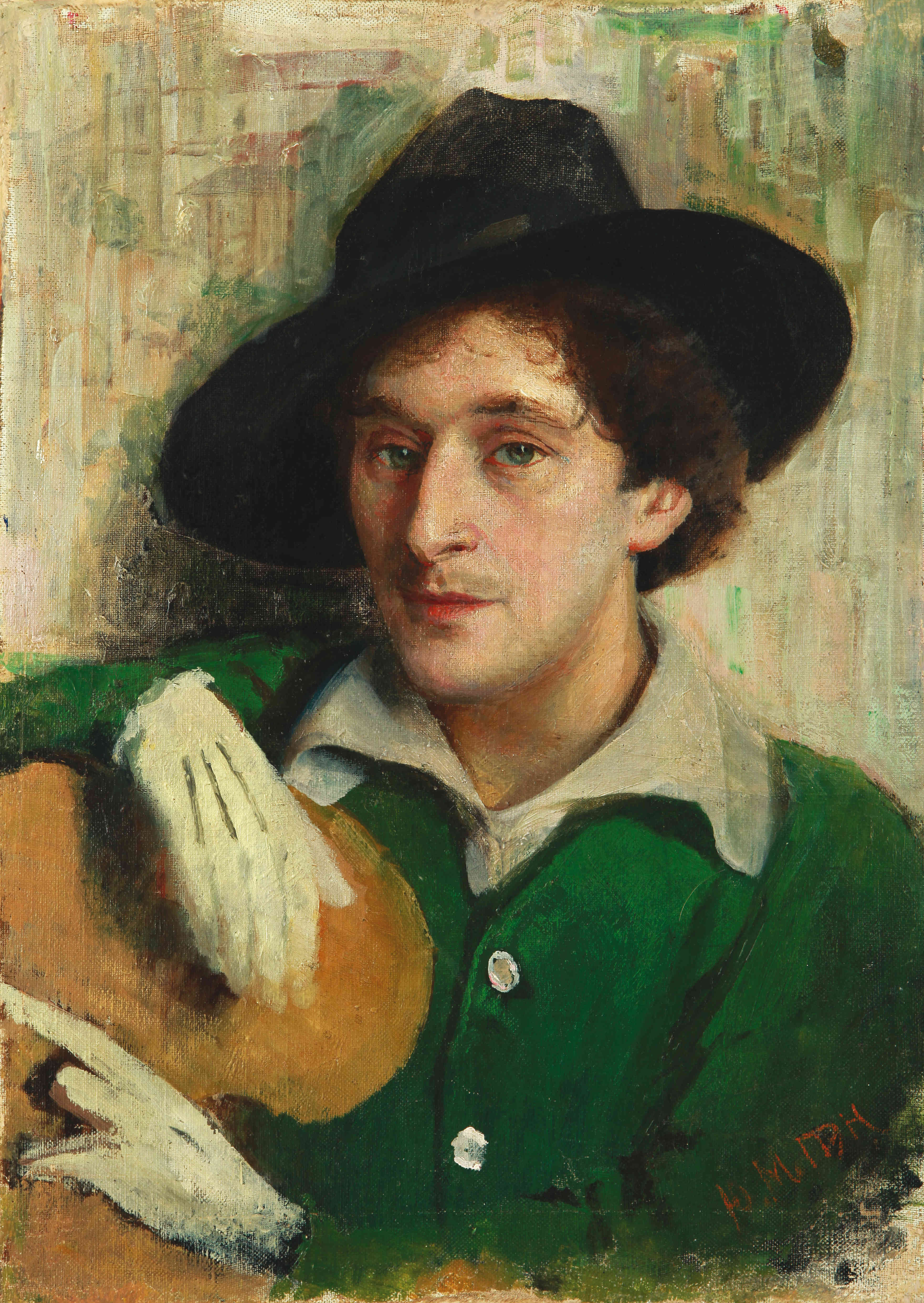
Marc Chagall di Iouri Pen (1915).

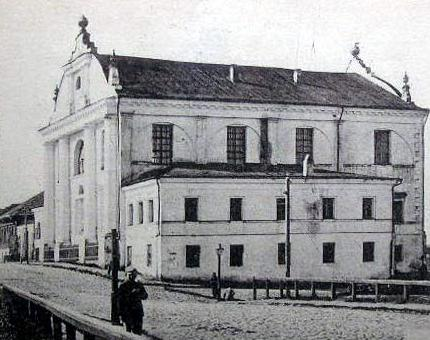
Sinagoga di Vicebsk.

La comunità ebraica di Vicebsk risale alla fine del XVI secolo. Nel 1597, infatti, il re Sigismondo III di Polonia proibì agli ebrei di risiedere in questa città, anche se la protezione della nobiltà locale consentì ad alcuni di risiedere a lungo a Vicebsk. Nel 1627 fu autorizzata la costruzione di una sinagoga.
Durante la guerra russo-polacca gli ebrei combatterono per la difesa della città e le loro proprietà furono occupate dai russi. Fu solo dopo la pace del 1667 che ebbero difficoltà a recuperare le loro proprietà, che nel frattempo erano state occupate dai vicini. Nel 1679, il re Giovanni III Sobieski concesse agli ebrei la libertà di religione e i diritti commerciali. Questo statuto venne rinnovato nel 1729 e anche nel 1759. Nel frattempo, nel 1708, un incendio aveva distrutto il quartiere ebraico e gli abitanti di Vicebsk ne avevano approfittato per costruire una chiesa al posto della sinagoga. La Corte Suprema lituana ordinò loro di restituire la terra alla comunità ebraica e di risarcire i danni pari a un valore di 13.500 monete d'oro.
Nel 1772 Vicebsk fu annessa alla Russia, la comunità ebraica ammontava a 1.227 persone, ovvero un quarto della popolazione della città. Un secolo dopo, la popolazione ebraica raggiunse le 34.420 persone, più della metà della popolazione di Vicebsk. La comunità ebraica di Vicebsk rappresentò allora una roccaforte del giudaismo ortodosso, con influenze lituane e chassidiche. La comunità gestiva una yeshivah e più del 72% dei bambini frequentava l'heder o il Talmud Torah.
Alla fine del XIX secolo si svilupparono i movimenti sionisti e socialisti, in particolare il Bund. Con l'arrivo dei molti ebrei espulsi da Mosca, la Haskalah acquistò influenza e furono aperte diverse scuole superiori frequentate da ebrei. Notevole fu lo sviluppo culturale dopo la creazione della scuola artistica di Vicebsk, fondata da Iouri Pen e di cui il più illustre rappresentante fu Marc Chagall. Anche lo scrittore Shalom Anski, autore del capolavoro del teatro yiddish Le Dibbouk, nacque a Vicebsk.
Vicebsk diventò sovietica dopo la prima guerra mondiale. Chagall fu scelto anche come "Commissario delle Belle Arti" della città. La sezione ebraica del Partito Comunista Sovietico, la Yevsektsiya, stabilì lì uno dei suoi centri, ma diverse sinagoghe furono confiscate. La yeshivah Lubavitch fu mantenuta fino al 1930.
Secondo i censimenti, la popolazione ebraica di Vicebsk ammontava a 39.714 persone nel 1923 (43,7% della popolazione) e scese a 37.013 persone nel 1926 (37,5%).

## Occupazione nazista di Vicebsk
Secondo il censimento del 1939, la città contava 37.095 ebrei, ovvero il 22,17% della popolazione della città. Vicebsk fu sottoposta ai bombardamenti dell'aeronautica tedesca del 25 giugno 1941 e fino al 4 luglio la disorganizzazione delle strutture statali non consentì l'evacuazione tanto più che, per evitare un'evacuazione spontanea, si stabilì che l'abbandono non autorizzato della postazione di lavoro fosse considerato alla pari della diserzione. Ancora oggi è difficile stabilire con precisione quale parte della popolazione ebraica di Vicebsk potesse essere evacuata, vista la rapidità con cui la Wehrmacht invase il territorio sovietico dell'attuale Bielorussia a partire dalla fine di giugno 1941 (cioè in circa 17 giorni). Non è noto nemmeno il numero degli ebrei che si arruolarono nelle file dell'Armata Rossa.
Il 9 luglio 1941 fu conquistata la parte di Vicebsk situata sulla riva destra della Dvina e nei giorni successivi le forze tedesche occuparono anche il territorio sulla riva sinistra della Dvina.

## Istituzione del ghetto

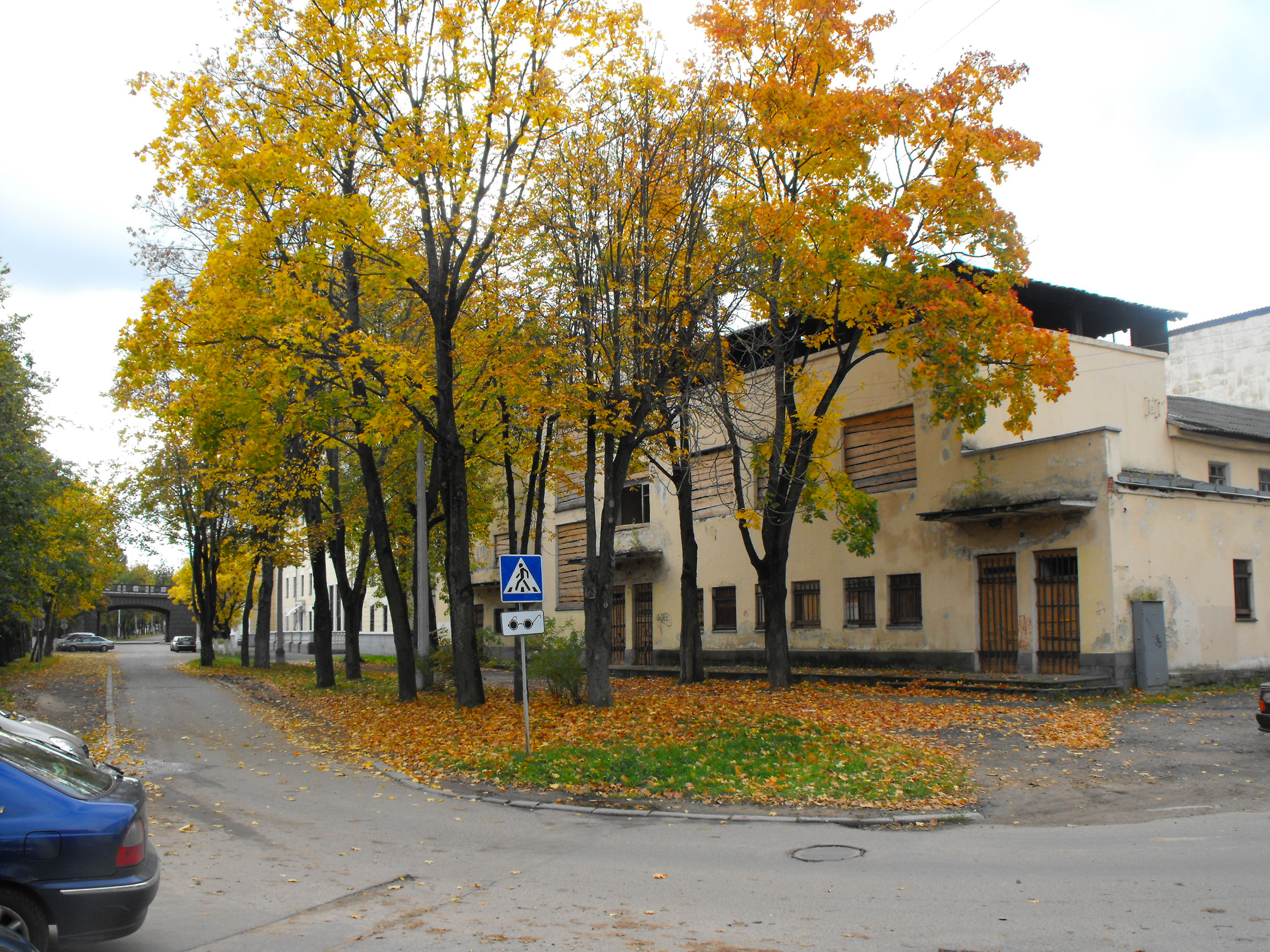
Posizione del ghetto nel 1941.

Dopo la presa di Vicebsk, la città fu distrutta da un incendio appiccato dall'Armata Rossa in ritirata. Per mantenere a lavorare la popolazione della città (compresi gli ebrei), gli occupanti crearono il 22 luglio 1941 una struttura amministrativa collaborativa: il consiglio comunale con il sindaco Rodko, mentre per gli ebrei, gli occupanti crearono un organismo separato e indipendente (lo Judenrat) e un servizio d'ordine. Le forze naziste ritennero che alla creazione dello Judenrat dovessero partecipare solo i nativi della città e fu possibile creare un organo di governo ebraico dopo che L. G. Brandtom (che fungeva da sindaco della città) accettò la sua candidatura come futuro membro.
Cinque personalità entrarono nel comitato ebraico: Weizerman (insegnante), D. С. Blen (direttore della Casa delle Belle Arti), D. X. Gainsbourg (nato nel 1888), I. О. Glézerman (nato nel 1871), Kaghan (insegnante), Leithman (contabile), Е. Ch. Tsodikman (nato nel 1884). La guida dello Judenrat doveva essere assicurata da Katsenelson. I membri dello Judenrat avevano l'autorizzazione a lasciare il ghetto:"Nel comune di Vicebsk, su proposta della polizia tedesca, chiediamo di concedere ai membri del comitato Soliman Evzei Shmuylovitch, nato nel 1884, il diritto di circolare entro il recinto del ghetto per questioni riguardanti l'amministrazione. Il Comitato Ebraico. Firma".
Per quanto riguarda l'azione del comitato, si sa poco: è chiaro solo che l'organismo indipendente fu obbligato a svolgere diverse funzioni amministrative (registrazione degli ebrei, invio al lavoro, ecc.). I principali compiti delle forze dell'ordine furono di pattugliare l'interno del ghetto. Per gli occupanti si trattò di raccogliere le informazioni complete sugli ebrei di Vicebsk per attuare la loro politica di genocidio: dal 17 luglio 1941, apparve l'obbligo per la popolazione di iscriversi in un apposito registro, gli occupanti preventivarono la durata di queste registrazioni su tre giorni, fino al 20 luglio 1941. Nel rapporto della polizia Einsatzgruppen B sulla situazione a Vicebsk del 26 luglio 1941, si legge:"Il tabellone degli ebrei ha già registrato 3.000 ebrei". Per la registrazione furono utilizzati i dati dei passaporti sovietici, arrivando a registrare complessivamente 16.000 ebrei (compresi matrimoni misti, meticci ed ebrei di terza generazione).
Molti ebrei tentarono di fuggire passando dai sobborghi, a questi vanno aggiunti coloro che abitavano nei pressi della città. Inoltre a Vicebsk si trovarono un gran numero di ebrei provenienti dalle regioni occidentali della Bielorussia invase dal 1939 dalle truppe di Hitler. Alcuni ebrei riuscirono a nascondersi. L'elenco degli ebrei redatto dallo Judenrat e trasmesso all'occupante non è mai stato ritrovato.
Una delle prime misure discriminatorie adottate contro gli ebrei di Vicebsk fu l'uso della Stella di David sulla schiena e sul petto per le persone di età compresa tra 10 e 55 anni.

### Creazione del ghetto

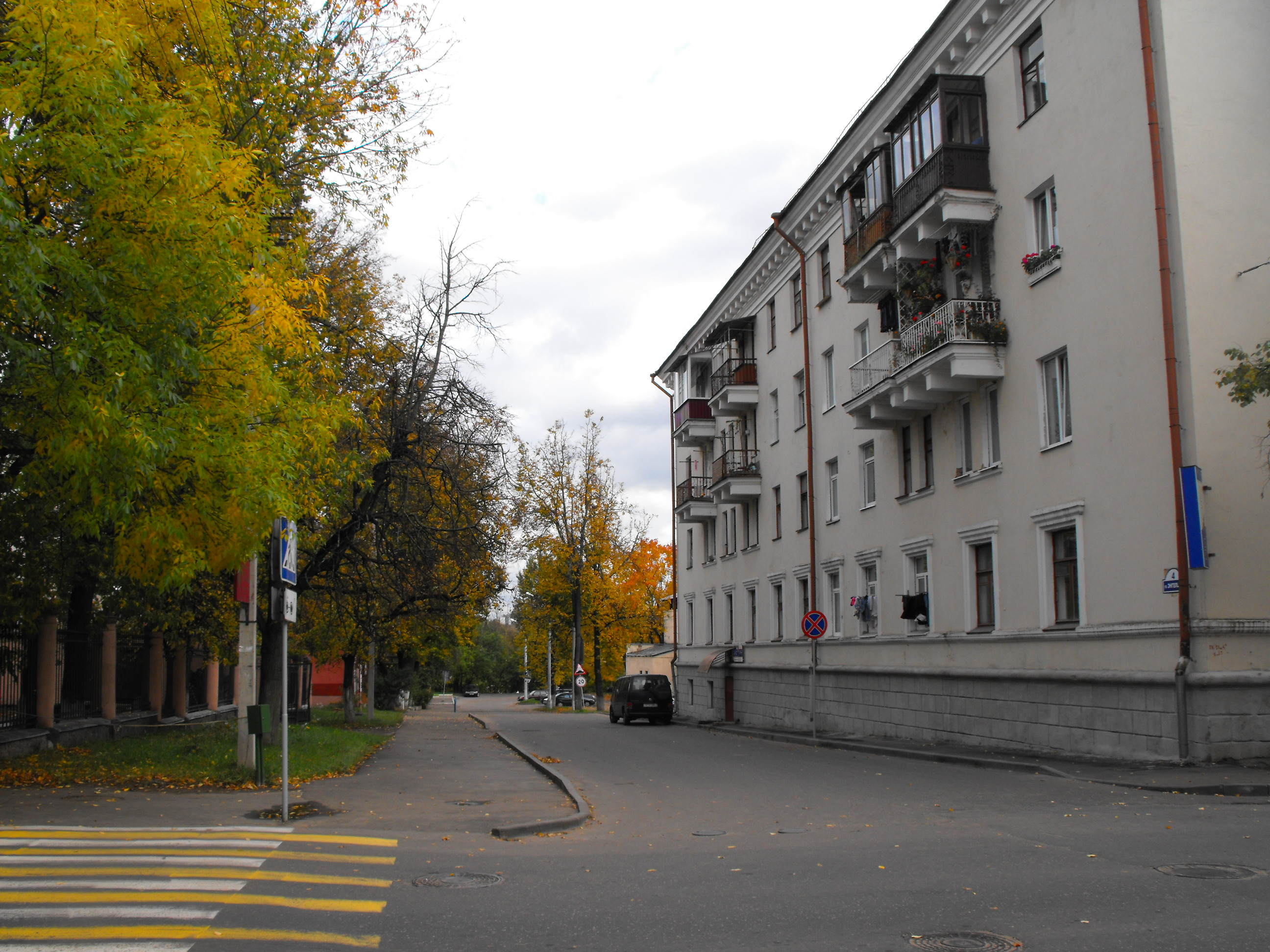
Ex ghetto di Vicebsk nel 1941.

I tedeschi non trovarono subito un posto dove isolare gli ebrei. Dapprima gli occupanti inseguirono gli ebrei nei vecchi depositi di ortaggi. Probabilmente a causa dell’impossibilità di collocarvi tutte le 16.000 persone, i nazisti scelsero altre vie: dal 25 luglio 1941 decisero di trasferire gli ebrei sulla riva destra del Dvina, in un edificio chiamato "Club dei metalmeccanici". Gli ebrei poterono portare solo un bagaglio a mano e dovettero entrare nell'area di isolamento entro il 27 luglio. Questa località fu consigliata ai tedeschi da L. G. Brandt.
Obbedendo alle misure adottate, alcune migliaia di ebrei che vivevano sulla riva occidentale del fiume, si radunarono nel distretto del monte Ouspenska, per attraversare il fiume Dvina. Nel frattempo gli occupanti approfittarono per rubare i loro valori e violentare le donne. Per riunire tutti gli ebrei sulla riva destra del fiume fu necessario attraversare la Dvina ma il ponte sul fiume era stato distrutto dai sovietici prima che si ritirassero. L'unico modo possibile arrivò da un pontile a cui era vietato l'accesso ai civili che consentì l'attraversamento solo grazie a dei mezzi di fortuna: questo evento si trasformò in un gigantesco pogrom della popolazione ebraica di Vicebsk. Le truppe della Wehrmacht rovesciarono le zattere e le barche con a bordo i passeggeri: coloro che non sapevano nuotare annegarono, soprattutto anziani e bambini mentre chi tentò di salvarsi nuotando, fu ucciso dai tedeschi a colpi di arma da fuoco o con i remi delle barche.
Il numero esatto delle vittime non è noto con precisione. Secondo una testimonianza le vittime sarebbero state 2.000, secondo altre solo 300. Anche le date di questo trasferimento non sono note con precisione, esistono due versioni: il 18 e il 25 luglio 1941.
Gli occupanti perseguirono incessantemente la politica di genocidio: per tre giorni cacciarono gli ebrei dalle loro case e li trasferirono nel vicino quartiere del "Club dei metalmeccanici", si appropriarono dei beni degli ebrei espulsi e inoltre misero in vendita una parte dei beni immobili di loro proprietà.
La zona della città destinata all'isolamento degli ebrei si presentò come un "ghetto chiuso", delimitato dalle strade limitrofe di Naberezhnaya, Ilinsk, Kirova, Komsomolskaya, Engels. Questa zona fu circondata con una palizzata e filo spinato, sorvegliata 24 ore su 24. A tal fine i tedeschi furono aiutati dalla collaborazione bielorussa. Il numero degli ebrei imprigionati in questo ghetto sarebbe salito nel tempo fino a 13.000 persone.

## Condizioni di vita nel ghetto

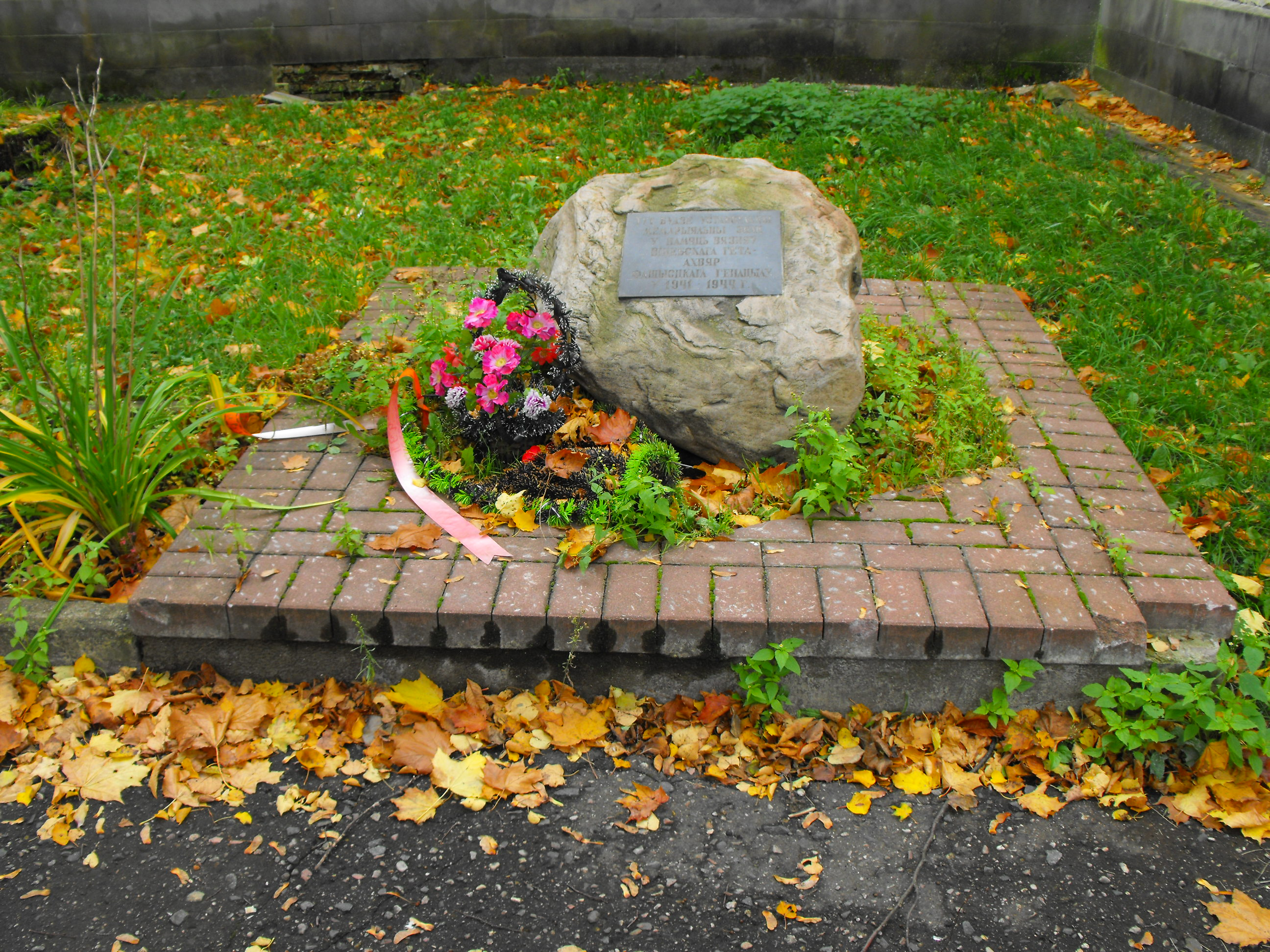
Monumento commemorativo. Il testo riporta:"In memoria dei prigionieri del ghetto di Vicebsk vittime del genocidio del 1941-1944.»

Le condizioni di vita nel ghetto furono orribili: nel ghetto c'erano edifici semidistrutti con cantine, i prigionieri si stabilirono all'aria aperta tra le rovine degli edifici distrutti, chi non avesse abbastanza spazio costruì delle capanne e gli abitanti del ghetto furono costretti a dormire in ricoveri di legno nelle soffitte o nelle cantine. Il vettovagliamento dei prigionieri non fu assicurato. All'inizio gli ebrei scambiarono i loro oggetti personali con il cibo attraverso i recinti. Gli adolescenti, di notte, riuscirono a uscire dal ghetto e anche a scambiare oggetti con cibo.
Inizialmente i prigionieri poterono accedere solo all'acqua del fiume. A tal fine, gli occupanti crearono uno stretto accesso alla Dvina occidentale, solo successivamente fu fornita l'acqua comunale al "Club dei metalmeccanici": per questo si crearono costantemente delle enormi code per accedere all'acqua potabile.
I nazisti picchiavano spesso gli ebrei con dei bastoni, perquisendo le abitazioni e requisendo gli oggetti di valore presenti. Il lavoro degli ebrei consisteva in un lavoro fisico pesante. Gli uomini si mettevano in fila per lo smistamento del bottino o per lo sgombero della neve in città o per qualsiasi altro lavoro per le truppe.
Oltre ai membri dello Judenrat, solo gli artigiani specializzati poterono uscire dal ghetto. Alcuni medici ebrei lavorarono come specialisti: il più famoso, I. Е. Rivach, aiutò con le sue cure i partigiani e i clandestini e fu ucciso nel 1942 insieme alla moglie.
Intorno al mese di ottobre del 1941, la situazione nel campo divenne catastrofica. Gli ebrei non avevano più nulla da scambiare con il cibo e morivano di fame. In quel periodo, poco prima del 16 settembre 1941, il giornale collaborazionista locale pubblicò un comunicato:"Non tutti i cittadini sono ammessi nel Ghetto. È vietato agli ebrei circolare fuori dal ghetto. In caso di violazione i colpevoli saranno puniti. Firmato: la camera penale della città di Vicebsk".
Le condizioni di vita nel ghetto peggiorarono costantemente. Ogni giorno decine di persone morivano di fame, freddo e malattie; soprattutto anziani e bambini. A volte i corpi furono portati fuori dal ghetto, ma più spesso i morti venivano sepolti nel ghetto, accanto agli edifici o tra le rovine di un edificio crollato. Nel ghetto, secondo diverse fonti, morirono ogni giorno tra i 30 e i 70 prigionieri. In totale, durante i tre mesi successivi fino a ottobre, morirono circa 5.000 persone.

## Distruzione del ghetto

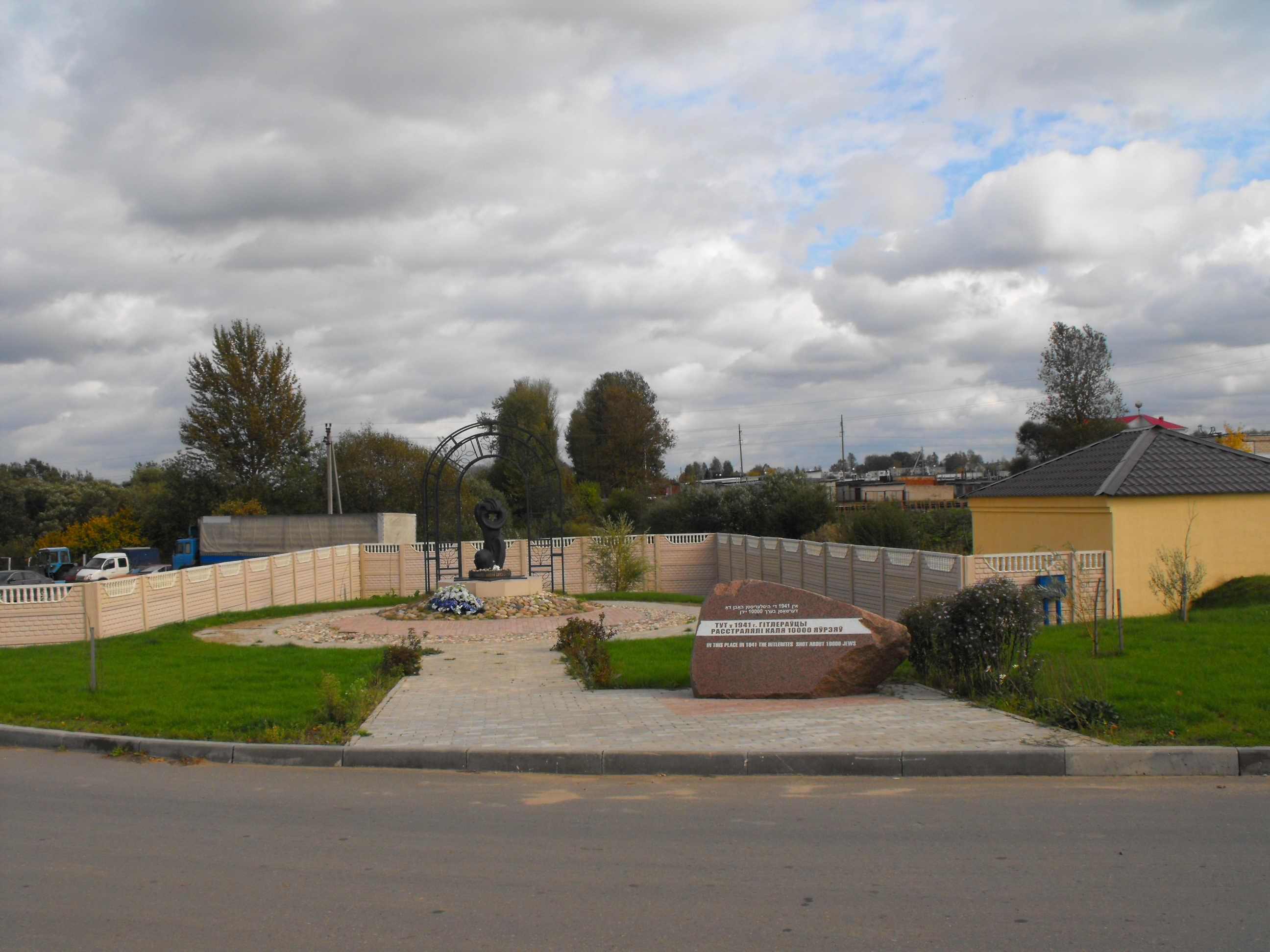

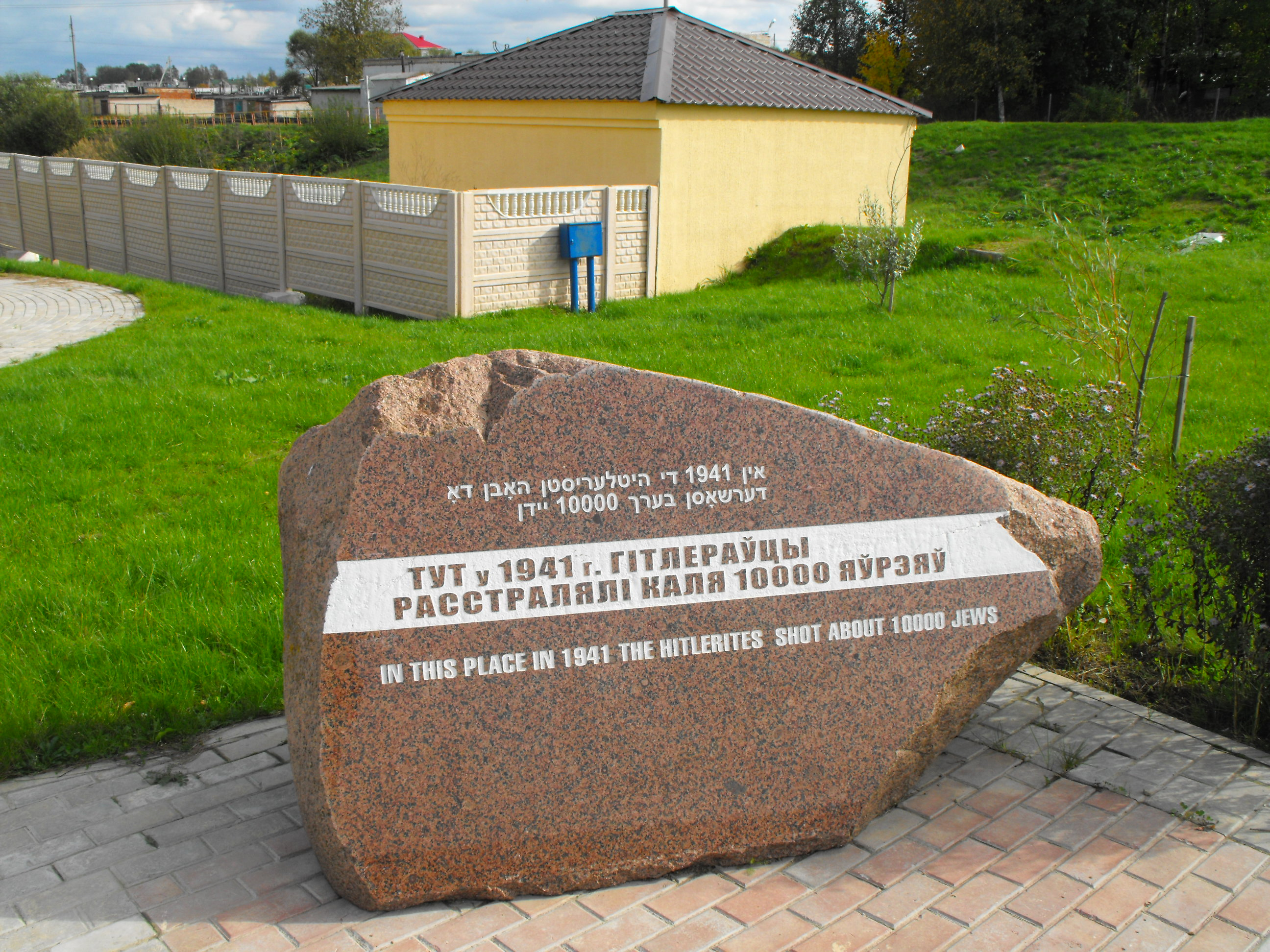
Memoriale sul luogo dove furono assassinati 10.000 prigionieri ebrei del ghetto dei sobborghi di Sébiak e Ilovsk (Tulovo).

Le fucilazioni di massa degli ebrei iniziarono fin dai primi giorni dell'occupazione di Vicebsk. Nel cimitero ebraico di Staro-Oulanovitskoe, nel distretto di Pestokavik, le uccisioni continuarono per tre giorni, precedute da un rastrellamento.
Un altro massacro ebbe luogo il 20 luglio 1941. Gli occupanti prima costrinsero tutti gli uomini di età compresa tra i 15 e i 50 anni a riunirsi nel vecchio giardino della città e poi, dopo averli picchiati, furono sistemati in gruppi di 30 persone e fucilati con il pretesto di non aver rispettato l'ordine di indossare la stella gialla. Successivamente, il 24 luglio 1941, gli occupanti uccisero nuovamente un gruppo di ebrei. Nascondendo le vere ragioni della loro decisione, i nazisti radunarono le persone "per ripulire la città dalle sue macerie", donando loro pale e scope. Circa 300 ebrei furono mandati sul monte Ulanovichsk dove furono fucilati presumibilmente per "incendio doloso".
A luglio del 1941 345 soldati del reggimento di fanteria della Wehrmacht presero parte all'assassinio di 2.000 ebrei di Vicebsk sulle rive del Dvina occidentale, compresi donne, bambini e anziani. Tra fine luglio e inizio agosto del 1941 arrivarono a Vicebsk le squadre Einsatzgruppen e del Sicherheitsdienst al comando di Alfred Filbert con la missione di sterminare l'intera popolazione ebraica. Le Einsatzgruppen 9 cominciarono subito a organizzare i rastrellamenti nei dintorni della città aggiungendo gli ebrei catturati ai già presenti nel ghetto. Anche il bestiame appartenente agli ebrei dei villaggi fu confiscato e ammassato in un edificio. Nei primi dieci giorni dal loro arrivo a Vicebsk, le Einsatzgruppen 9 uccisero 100 persone. Queste "azioni" (Aktion è l'eufemismo usato per queste operazioni di massacro) avvennero praticamente ogni giorno. Il 24 luglio 1941, 400 ebrei furono uccisi per aver presumibilmente appiccato degli incendi in città. Dal 20 al 25 ottobre 1941, con il pretesto di combattere un'epidemia, furono giustiziati 3.000 prigionieri.
Di norma, i nazisti nascosero le loro vere intenzioni, offrendo allo Judenrat la possibilità di lavoro. Alla fine di agosto 1941, gli occupanti organizzarono un massacro il cui bersaglio fu la parte più attiva dei prigionieri del ghetto: furono catturati dai 500 ai 600 ebrei (medici, insegnanti, studenti) per condurli in un villaggio di periferia chiamato Sebyak e quindi fucilarli nel fosso di Ilovsk (Toulovsk). Lo sterminio sistematico degli ebrei di Vicebsk continuò anche nel mese successivo: il 4 settembre 1941 l'Einsatzgruppen 9 fucilò 146 ebrei "come leader dell'NKVD e di altri organismi politici", ma anche "per frode nella raccolta dei campi e nella costruzione di strade e aeroporti". Nel mese di settembre la Wehrmacht trasferì dal campo civile 397 ebrei che furono prontamente giustiziati. La stessa sorte toccò ad altri 332 prigionieri del ghetto.
A ottobre 1941, a causa della mancanza di misure igieniche e di assistenza medica, si svilupparono i pericoli di epidemie. Il metodo dei nazisti per combattere questa minaccia consisteva esclusivamente nello sterminio delle popolazioni. Alfred Filberg, comandante dell'Einsatzgruppen 9 e principale boia del ghetto di Vicebsk, firmò un decreto per lo sterminio di tutti gli ebrei. Il decreto fu giustificato dal pericolo di sviluppo di altre epidemie. I documenti su questo argomento contengono dei dati contraddittori sulle date della liquidazione del ghetto e sul reale numero delle vittime. Nel rapporto delle Einsatzgruppen "B" si parla di due stragi mediante fucilazioni per 3.000 vittime a ottobre e per 4.090 vittime a dicembre. Secondo gli atti del processo svoltosi a Berlino Ovest nel maggio 1962, ci furono tre sparatorie in ottobre: una di 250 vittime guidata da Grayfenberg, una di 750 guidata da Filbert e una di 800 guidata da Shtrouk, tutte vittime ebree. Secondo i documenti della Commissione di Stato straordinaria furono fucilate 17.000 persone, mentre secondo altre fonti sarebbero 11.000 o 8.000 ebrei.
Le date delle sparatorie citate in questi vari documenti sono il 2 o il 12 ottobre, il 20 o il 25 ottobre, il 6 o l'8 novembre 1941, e anche il 19 dicembre 1941. Secondo il rapporto dell'Einsatzgruppen " B", fu in questo giorno che furono sterminati gli ultimi prigionieri del campo di Vicebsk (4.090 persone), e il Sicherheitsdienst comunicò a Berlino l'informazione secondo cui il ghetto fu completamente liquidato. I documenti della Commissione parlano di una liquidazione tra ottobre e novembre 1941, pur citando altri dati sulle vittime.
Il modus operandi dell'Einsatzgruppen 9 per gli omicidi di massa fu il seguente: le migliaia di prigionieri furono trasportati sui camion al villaggio di Sébiak, dove ebbe poi luogo l'esecuzione; le vittime furono trasportate fino al burrone, situato a 100-150 metri di distanza; furono costretti a spogliarsi e a gruppi di 5-10 persone furono spinti verso il burrone dove furono uccisi. Le sparatorie si svolsero dalla mattina fino a tarda notte, i bambini e gli anziani furono gettati vivi nel burrone. Successivamente, sopra questa fosse, passò il camion per schiacciare la terra gettata sui corpi. Il numero degli ebrei morti durante l'occupazione tedesca a Vicebsk ammonta a 17.000-18.000 persone.
Tra i luoghi delle esecuzioni vi furono: il burrone di Ilovsky (Тulovsky), il cimitero ebraico del distretto di Peskovatika, il cimitero di Staro-Ulanovisk, il monte Ulanovsky (nei pressi dell'attuale cimitero di Mazurino), lo stagno nero, il burrone di Doukobsky e il vecchio aeroporto nel distretto di Loutchios, il terreno vicino al fiume Bitva molto vicino all'Istituto Veterinario.
Nel 1943, i nazisti, temendo le conseguenze dei loro crimini, nascosero l'esecuzione e la sepoltura degli ebrei. Bruciarono i resti delle vittime prima dell'arrivo delle forze sovietiche che liberarono Vicebsk e il cui arrivo fu annunciato dopo la vittoria a Stalingrado. Quanto alle persone che si adoperarono per cancellare le tracce dei delitti e delle sepolture, una volta compiuta la loro opera, furono a loro volta "liquidate".

## Resistenza nel ghetto
Alcuni ebrei di Vicebsk riuscirono a nascondersi e a sfuggire agli occupanti, ma la maggior parte di loro fu catturata e picchiata o morì di freddo o di fame: questi atti sono, in parte, confermati dai registri delle carceri della città di Vicebsk successivi al 1942. La maggior parte dei prigionieri furono ebrei di tutte le età e quasi tutti furono fucilati.
Si verificarono dei casi di salvataggio riusciti. I prigionieri Sophia Goldina e Semen Ougoritz, fuggiti dal ghetto, sopravvissero fino al loro rilascio. Tuttavia, molti ebrei fuggiti dal ghetto non sopravvissero.

## Gli ebrei di Vicebsk nel dopoguerra
Dopo la liberazione di Vicebsk, gli sfollati e le reclute dell'Armata Rossa tornarono in città. Nel 1970 c'erano solo 17.343 ebrei a Vicebsk, ovvero il 7,5% della popolazione totale della città. Nel 1979 ne erano rimasti 9.328 (3,1%) e nel 1989, 8.139 ebrei (2,3%).
Secondo il censimento del 1999, a quella data rimanevano 2.883 ebrei, ovvero lo 0,84% della popolazione totale della città.

## Memoria
Nel 1995, a Tulovsk, sul luogo del massacro degli ebrei nei pressi del burrone, è stato eretto un monumento in loro memoria.
Esistono delle pubblicazioni incomplete degli elenchi delle vittime ebree a Vicebsk del periodo dell'Olocausto.